# Callistochiton barnardi
Callistochiton barnardi är en blötdjursart som beskrevs av Eugène Leloup 1981. Callistochiton barnardi ingår i släktet Callistochiton och familjen Ischnochitonidae. Inga underarter finns listade i Catalogue of Life.